# I Get a Kick Out of You
«I Get a Kick Out of You» es una canción interpretada por los cantantes estadounidenses Tony Bennett y Lady Gaga e incluida en su segundo álbum dúo Love for Sale (2021). La pieza es una reinterpretación del clásico de Cole Porter, escrito para el musical Anything Goes (1934). Fue lanzada el 3 de agosto de 2021 como el primer sencillo del disco, a través del sello discográfico Interscope Records.
«I Get a Kick Out of You» fue destacada por la crítica debido a la química vocal entre ambos intérpretes, combinando las características voces de Bennett y Gaga con arreglos de jazz moderno. Acompañado por un videoclip estrenado el 6 de agosto de 2021, la canción obtuvo reconocimiento adicional al ser nominada en dos categorías en los Premios Grammy de 2022 en las categorías de grabación del año, mejor interpretación de pop de dúo/grupo y mejor vídeo musical en formato corto.

## Antecedentes y lanzamiento
Tras el lanzamiento de su primer álbum a dúo, Cheek to Cheek (2014), Gaga concedió una entrevista en la que aseguró que tenía interés en seguir grabando álbumes de jazz. Posteriormente, reveló que Bennett le propuso trabajar en un nuevo disco basado en canciones de Cole Porter al día siguiente de la publicación de Cheek to Cheek. Según Gaga, aceptó la oferta porque considera importante que el jazz siga vivo a través de las generaciones.
Años después, en febrero de 2021, la revista AARP reveló que Bennett había sido diagnosticado con alzheimer en 2016. Su familia confirmó que, a pesar de los desafíos, el álbum sería lanzado en el segundo trimestre de ese año, tras sufrir varios retrasos debido a la agenda de Gaga y la pandemia de COVID-19. Las sesiones de grabación se llevaron a cabo en los Electric Lady Studios de Nueva York. Durante el proceso, Bennett mostró una presencia «considerablemente más reservada», influenciada por su diagnóstico. En agosto de 2021, Gaga anunció en sus redes sociales el lanzamiento del sencillo «I Get a Kick Out of You» como el primer sencillo del álbum.

## Recepción

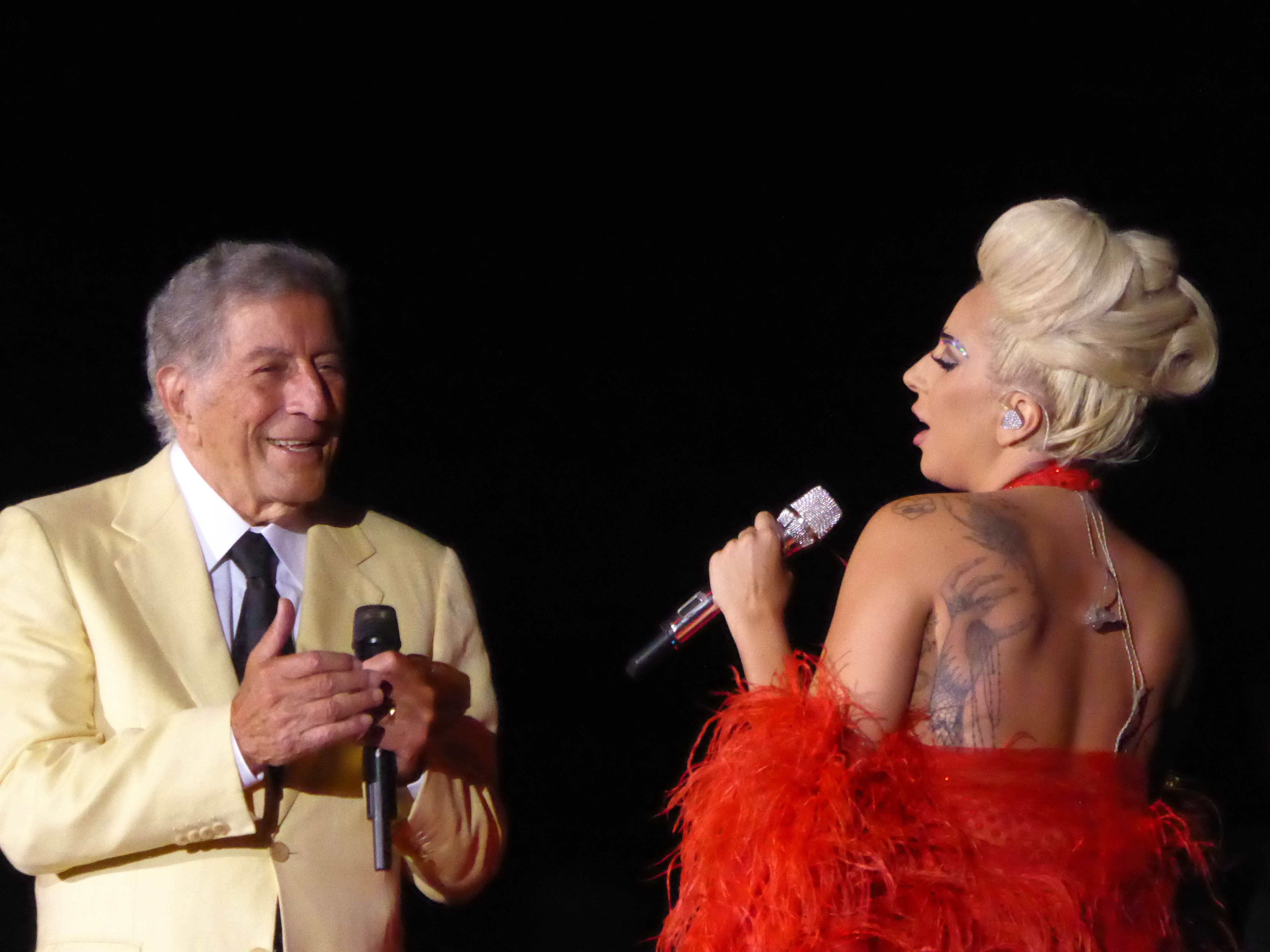
Lady Gaga y Tony Bennett, intérpretes de «I Get a Kick Out of You».

### Comentarios de la crítica
En términos generales, «I Get a Kick Out of You» tuvo una respuesta positiva por parte de los críticos, quienes destacaron favorablemente la química entre Bennett y Gaga. Jon Blistein de la revista Rolling Stone describió la canción como «deliciosamente clásica» y señaló que «los dos vocalistas irradian mucha química». Por su parte, Heran Mamo de la revista Billboard opinó que, mientras la interpretación de Gaga en el primer verso «hace cualquier cosa menos dejarnos indiferentes», las «hermosamente rasposas» vocales de Bennett emocionan a su compañera. Además, resaltó que «la banda completa insufla nueva vida al clásico de Cole Porter». Helen Brown del periódico británico The Independent destacó que la canción gira en torno a la «mutua admiración» entre ambos artistas, mencionando cómo Bennett domina las complejas rimas internas de la canción.
Neil McCormick del periódico The Daily Telegraph señaló que ambos suenan más felices en el álbum cuando se sumergen en el ingenioso juego de palabras de «I Get a Kick Out of You» y «You're the Top». Por su parte, Alexis Petridis del diario The Guardian enfatizó que la salud de Bennett no afectó la conexión entre los dos, mientras que Athena Serrano de MTV subrayó que, incluso a los 95 años, «Bennett no decepciona con sus potentes vocales». Sebastian Scotney, del sitio de periodismo cultural The Arts Desk, destacó un «momento genuinamente conmovedor» en el tema, donde Bennett encuentra «el color vocal auténtico y apasionado» similar al de canciones como «A Child is Born» o «Make Someone Happy» de su álbum clásico Together Again (1977) con Bill Evans. Finalmente, Robin Murray de Clash escribió que Love For Sale se basa en la «sutil química» entre ambos, con interpretaciones ágiles que impulsan piezas como «I Get a Kick Out of You».

## Promoción

### Video musical
El videoclip que acompaña a la canción se estrenó el 6 de agosto de 2021 a través de MTV. A lo largo del video, se puede ver a ambos artistas grabando el tema, sonriendo el uno al otro y abrazándose de manera emotiva en varias ocasiones. Gaga aparece con un sencillo vestido negro, mientras que Bennett luce un elegante traje azul con corbata. Durante la grabación, Bennett chasquea los dedos, levanta los pulgares en aprobación hacia los instrumentistas y le guiña el ojo a Gaga, añadiendo un toque de calidez al ambiente. En un momento conmovedor, Gaga apoya su cabeza en el hombro de Bennett, mientras que en otra escena se muestra un primer plano de ella con lágrimas en los ojos. El video recibió críticas positivas, siendo descrito como «enternecedor», «emocional» y «dulce».

## Premios y nominaciones
La canción fue nominada a grabación del año y a la mejor interpretación de pop de dúo/grupo en la 64.ª edición de los Premios Grammy. Por su parte, el videoclip obtuvo una nominación en la categoría de mejor vídeo musical en formato corto.
| Año  | Premiación    | Categoría                                | Resultado | Ref.   |
| ---- | ------------- | ---------------------------------------- | --------- | ------ |
| 2022 | Grammy Awards | Grabación del año                        | Nominado  | [ 23 ] |
| 2022 | Grammy Awards | Mejor interpretación de pop de dúo/grupo | Nominado  | [ 23 ] |
| 2022 | Grammy Awards | Mejor vídeo musical en formato corto     | Nominado  | [ 23 ] |